# Shuhi

Estats arameus a Mesopotàmia al segle IX aC

Shuhi (Suhi, Suhu, Sukhi, Shukhi) fou un estat arameu de l'Eufrates que tenia per capital la ciutat d'Anat o Hanat més avall de la desembocadura del Khabur (una segona capital fou Suru, una ciutat a l'Eufrates diferent de la Suru del Khabur). Els habitants són anomenats shuites o suhites i es creu que grups tribals shuhites vivien barrejats en territori de Laqi i segurament de Sirqu i Khindanu.
L'estat s'hauria establert abans de l'any 1000 aC i hauria estat independent durant el segle x aC, amb vincles més o menys forts amb Babilònia. Teglatfalassar II (967-935 aC) diu haver conquista la terra de Suhi. Després del 900 aC, potser vers 895 aC, sota Adadnirari II d'Assíria, el rei reclama una victòria sobre els akhlamu a Suhi i el cobrament de tribut; Tukultininurta II (891-884 aC) va passar per la regió en tornar de Babilònia i el governador (saknu) d'Anat, Ilu-Ibni li va oferir tribut (mamurtu) però sembla que la lleialtat d'aquest governant era dèbil i de fet Shuhi restava independent. El 882 aC Ibni-Ilu va haver de fugir a Assíria i el nou dirigent, Kudurru, que tenia el suport de Babilònia, va negar el tribut. Vers el 879 o 878 aC es va produir la revolta dels arameus de Laqi o Lakhi (els lakheus/laqueus), Khindanu (els khindanites) i Shuhi (els shuhites o suhites). El rei Assurnasirpal II (884-859 aC) estava preparat pel combat perquè havia fet construir uns bots a Suru i podia seguir als fugitius cap a les illes del riu on fins llavors es refugiaven i no se'ls podia seguir; va sortir de Kalah (Nimrud) el 9 de juny i es va presentar a la zona i va causar una devastació enorme que fou recordada per segles; les ciutats foren cremades i destruïdes fins als fonaments i els habitants que foren capturats foren massacrats i els dipòsits d'aliments foren també eliminats de manera que els que van sobreviure no tenien res a menjar. Els prínceps rebels eren Khinti Ilu i Azi Ilu. A la desembocadura del Khabur va conquerir la ciutat de Sibati al país de Shuhi i va seguir cap a Kharidu on va derrotar a forces dels lakheus, sunhites i khindaneus matant a 3.600 homes i assolant el territori entre Kharidu i Kipina. Un guerrer laqueu, Aziel, va ocupar els passos de l'Eufrates a Kipin, però fou derrotat i va haver de fugir cap a la muntanya Bisuru (després Jebel Bishri); el van empaitar fins a les ciutats de Dummitu i Azmu al límit del territori de Bit Adini, que foren destruïdes, però Aziel no va poder ser capturat (si que ho fou un príncep laqueu de nom Ilai). Dues ciutats foren fundades: una a la riba sud de l'Eufrates anomenada Kar-Ashur-nazir-pal (Fortalesa d'Ashur), i l'altra a l'altre costat del riu, anomenada Nibarti-Ashur (el Pas d'Ashur) les dues amb propòsits militars. Sembla però que el país de Suhi gairebé no va ser inquietat. El mateix rei Assurnasirpal II reconeix en un text que mai cap governador de Shuhi havia estat designat per Assíria.
Assurnasirpal II va haver de tornar entre 877 i 869 aC i reclama haver sotmès a Shuhi fins a Rapiqu i haver cobrat el tribut., però en aquesta expedició com a màxim hauria sotmès ciutats al nord de l'Eufrates sense afectar l'altre costat del riu. A la inauguració oficial de Kalah (Nimrud), de data incerta (el més probable és entre 874 i 866 aC) i havia representants (šaprate) de Shuhi i en una llista de gent de països diversos derrotats que es van establir a Kalah s'hi inclou Suhi, però en aquest cas degueren ser comerciants i no deportats.
Salmanassar III (859-824 aC) va cobrar tribut del governador/governant Marduk-apla-usur, i Shamshi-Adad V (822-811 aC) declara haver sotmès Shuhi. Sota Adadnirari III (811-783 aC) apareix un governador amb gran poder de nom Nergal-eresh, nominalment lleial, però a l'inici del segle viii aC apareix governant Shuhi com sobirà independent Shamash-resha-usur que va construir edificis en el seu propi nom, va introduir l'agricultura i va datar els fets des de la data del seu propi regnat. Encara un sobirà de nom Shamash-resha-usur, que seria el mateix personatge o un segon sobirà amb el mateix nom (llavors molt freqüent), va deixar un text que s'ha conservat, datat a la primera meitat del segle viii aC i que governava de manera independent. Després, no se sap quan exactament, Shuhi fou annexionat per Assíria.
El 616 aC el territori va esdevenir tributari del rei caldeu de Babilònia, Nabopolasar. El 613 i 612 aC les autoritats locals van donar suport a Assíria contra Nabopolosar i els medes. Després de la caiguda de Nínive el territori apareix en mans de Babilònia.